# 林原ひかり
林原 ひかり（はやしばら ひかり）は、日本の漫画家。山梨県出身。血液型はO型。同人サークル「モモンガ倶楽部」主宰。

## 概要
- ロリコン系の漫画を描くことが多いが、同人誌などでは一般年齢（16歳程度以上の女子高生相当以上）の女の子を描くこともある。
- 猫が好き[1]。

## 特徴
- ストーリーのあるものは漫画よりも、イラストを並べながらその描写について短い文章描写を加えた、紙芝居風の作品が多い。成人コミックの作家の中では珍しく、きわめて立体的でデッサン力・構図構成力ともに非常に高いレベルの絵を描く。対照的に彩色の仕上げ処理についてはアニメーションで作画するイメージボードのような、簡素でややラフなもので、現在のところはデジタルによる彩色も行われていない。
- 小学生ものが非常に多く、ランドセルや笛など、小学生女児の所有するアイテムで演出した性行為シーンも多く描く。過去に発表した作品の中には、拉致された小学4年生の女の子が妊娠させられ、出産後の描写まで演出したもの、犬や馬を使った獣姦ものなど、読者によっては気分を害するようなきわどい内容のものもある。
- また、キャラクターデザインはクセのある特徴的な描写であるため、評価が分かれる。